# Inprekorr

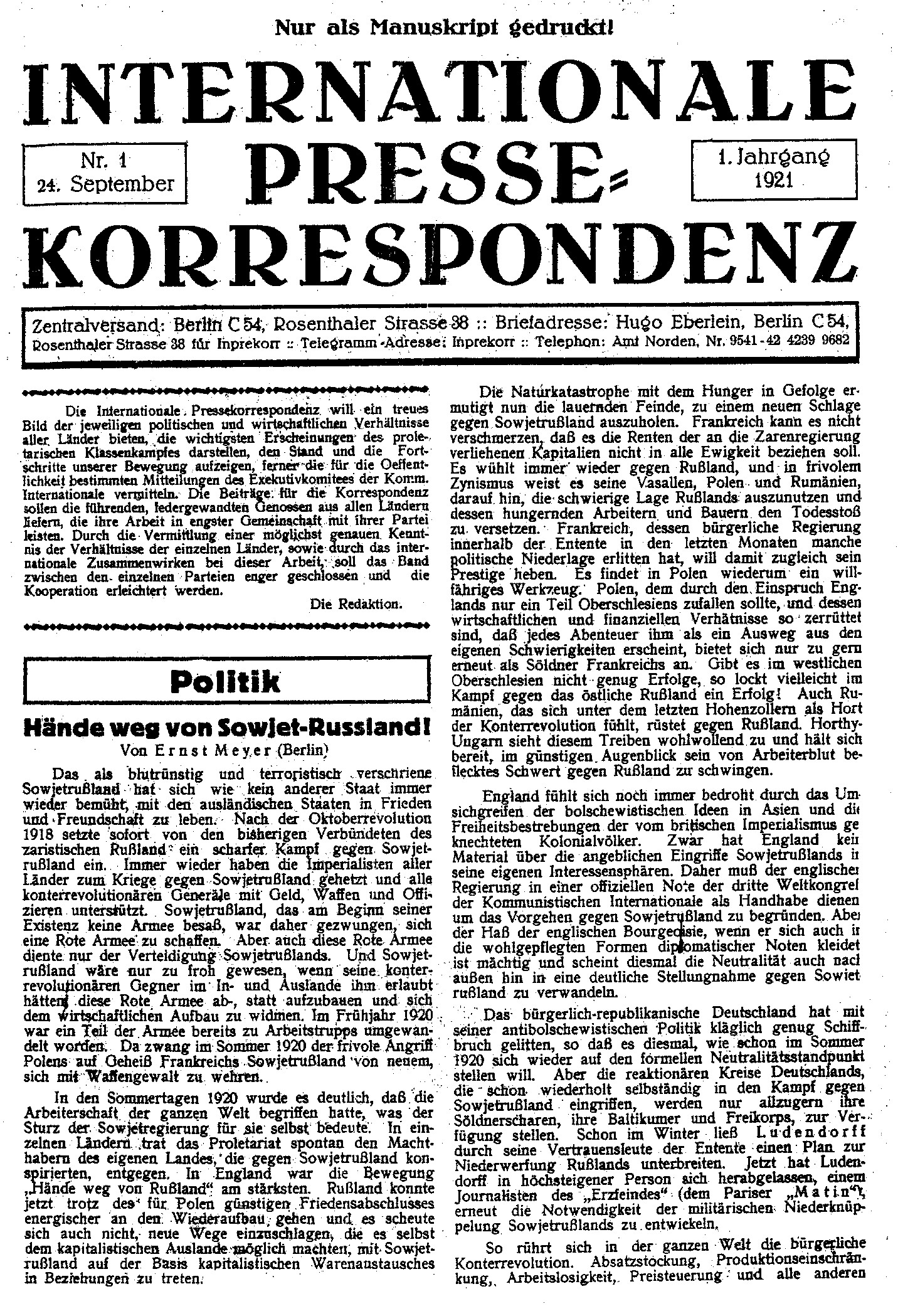
Titelseite der ersten Inprekorr

Inprekorr (Abkürzung für Internationale Pressekorrespondenz) war von 1921 bis 1939 die Zeitung der Kommunistischen Internationale (Komintern) und wurde in bis zu acht Sprachen unter verschiedenen Titeln herausgegeben. Verschiedene Nachfolgeorgane erschienen noch bis zur Auflösung der Komintern 1943.
Seit 1971 wird die Tradition der Inprekorr von der Vierten Internationale fortgesetzt.

## Gründung der Zeitung

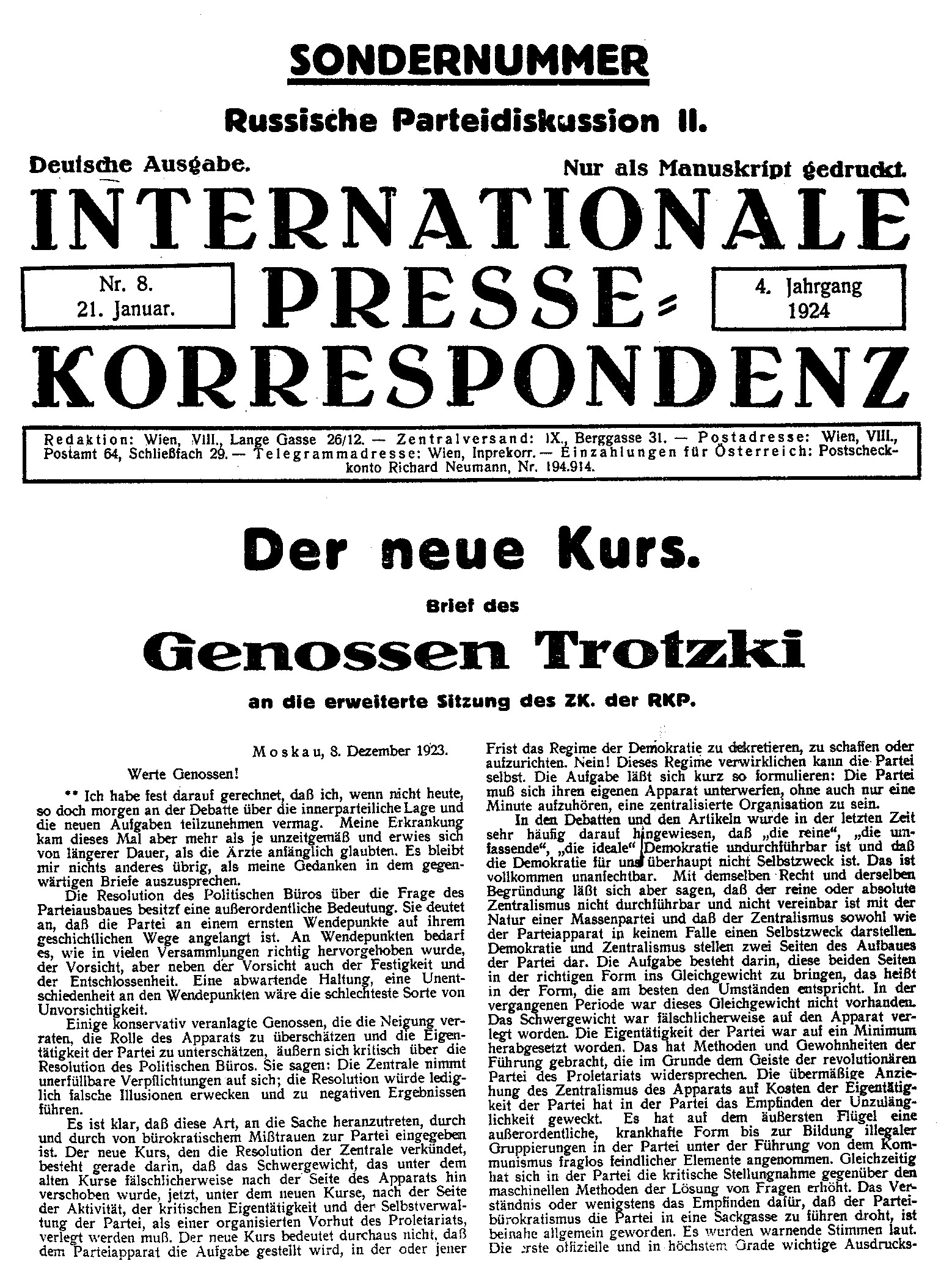
Inprekorr von Januar 1924

Am 16. Juli 1921 beschloss das Präsidium der Exekutive der Komintern (EKKI) die Gründung der Inprekorr:

„Es wird die Herausgabe eines Korrespondenzblattes in Berlin beschlossen; das Blatt soll in deutscher, englischer und französischer Sprache erscheinen. Es soll aktuelle Korrespondenz der weltpolitischen und weltwirtschaftlichen Fragen, der Entwicklung des Kommunismus bringen, den Kampf gegen die Sozialdemokraten und die Amsterdamer führen, taktische Fragen im Rahmen der Leitsätze des Kongresses erörtern und andere zur Diskussion stellen. Jede Partei ist verpflichtet, einen Korrespondenten zu bestimmen.“

Am 13. August 1921 wurden die Details festgelegt:

„Die vom Gen. Thalheimer vorgeschlagenen Richtlinien werden angenommen. Die Korrespondenz erscheint einstweilen wöchentlich zwei- bis dreimal deutsch, zweimal französisch und englisch.“

Zu Redakteuren wurden ernannt:
- für die deutsche Ausgabe: Gyula Alpári und August Thalheimer
- für die englische Ausgabe: Philipp Price
- für die französische Ausgabe: Menil und Charles Rappoport.[3]

Die erste Ausgabe erschien am 24. September 1921 auf Deutsch; am 1. und 13. Oktober 1921 folgten die ersten Ausgaben auf Englisch und Französisch. Inprekorr hatte bald 188 Korrespondenten in 31 Ländern, darunter Evelyn Trent Roy, Manabendra Nath Roy, Fanny Jezierska und László Boros als ständigen Sonderkorrespondenten in der Sowjetunion. Auch Franz Dahlem, Victor Serge, Robert Petit, Margarete Buber-Neumann, Fritz Runge, Aladár Komját, Paul Friedländer, Michel Dieschbourg und Edward Fitzgerald  waren für die Redaktion von Inprekorr tätig.
Inprekorr war in erster Linie ein Informationsdienst für die kommunistische Presse. Von Januar 1923 bis März 1926 erschien jedoch auch eine Wochenausgabe für die breitere Öffentlichkeit; von Juli 1926 bis Februar 1930 konnte die normale Ausgabe auch über die Post bezogen werden. Sie war die meistverbreitete Zeitschrift der Komintern, mittels derer Kommunisten Informationen über die Vorgänge in der Sowjetunion erhielten und die aktuelle Parteilinie erfuhren.

### Redaktionsadressen bis 1933
- seit Sept. 1921: Berlin C 54, Rosenthaler Straße 38
- seit Dez. 1921: Berlin SW 48, Friedrichstraße 225
- seit Dez. 1923: Wien IX, Berggasse 31
- seit Jan. 1924: Wien VIII, Lange Gasse 26/12
- seit Apr. 1926: Berlin SW 48, Friedrichstraße 225
- seit 1928: Berlin, Bülowplatz (heute: Rosa-Luxemburg-Platz; im Karl-Liebknecht-Haus)
- später: Berlin SW 68, Lindenstraße 71-72

## 1933–1943

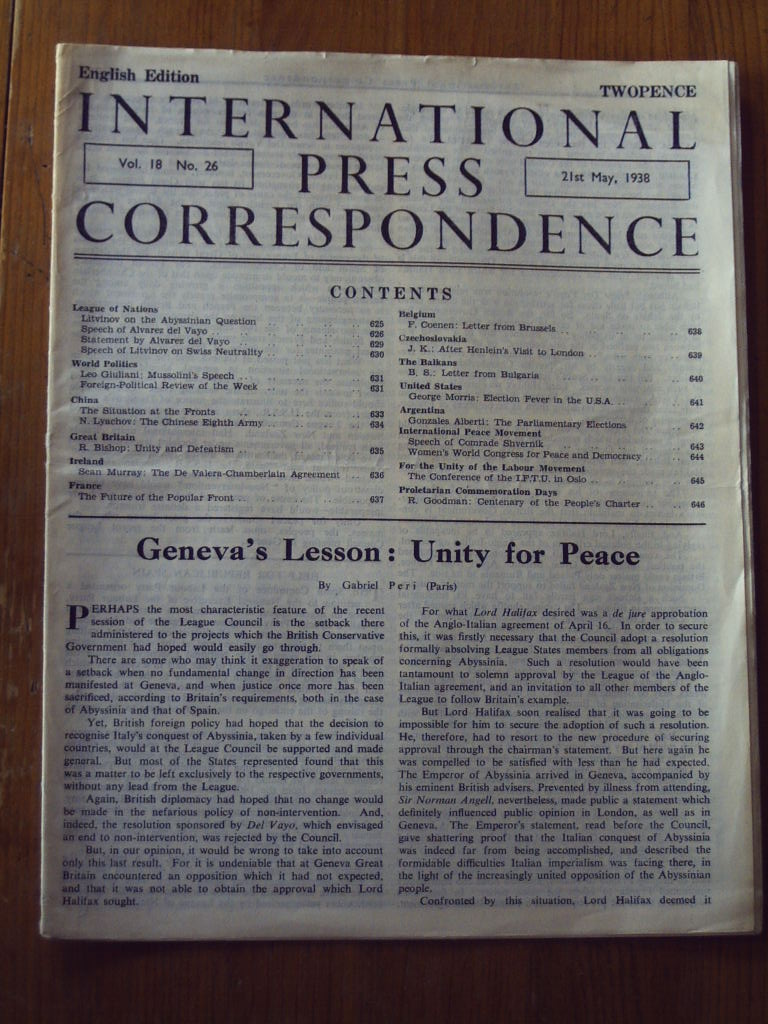
Das Titelblatt einer Ausgabe der englischsprachigen Inprekorr von 1938

Unter dem zunehmenden Druck der Repression in Deutschland wurde die Arbeit der Inprekorr ab 1932 regionalisiert: Die deutsche Ausgabe erschien unter dem Namen der 1932 gegründeten Rundschau über Politik, Wirtschaft und Arbeiterbewegung von Basel, später von Zürich und Lausanne aus mit der Redaktion durch Julius Alpári, Irén Komját, Michel Dieschbourg und später auch Theo Pinkus; Herausgeber war der Basler Kommunist Otto Schudel. Die englische Ausgabe erschien als International Press Correspondence in London durch Willie Clark als Chefredakteur, die französische als La Correspondence Internationale unter der Verantwortung von Robert Petit in Paris, die tschechische Ausgabe Svetovi Rozhled in Prag und die spanische Ausgabe Correspondenzia Internacional in Madrid bzw. Valencia.
Wegen verschärfter Repression in der Schweiz wurde die zentrale Redaktion 1935 nach Paris verlegt.
Nach dem Verbot der Kommunistischen Partei in Frankreich im September 1939 erschien Inprekorr unter dem Namen Die Welt als deutsche Ausgabe der schwedischen Zeitung Världen i Dag. Herausgeber war Jakob Rosner.
Mit dem Abdruck der Auflösungsbeschlusses der Komintern vom 15. Mai 1943 stellte Die Welt ihr Erscheinen ein.

## Wiederbelebung 1971
Aus einer privaten Initiative eines Mitglieds der Vierten Internationalen entstand 1971 die Idee einer Wiederbelebung von Inprekorr:

„Ich habe die [internationale] Presse gelesen und gedacht: Das muß man den Leuten doch verbreiten, das ist doch wichtig, was da passiert; Arbeiterkämpfe in Frankreich, Widerstand gegen die Franco-Diktatur in Spanien, Guerillakämpfe in Lateinamerika, Streiks in Britannien. Deshalb habe ich von mir aus Artikel, die ich wichtig fand oder von denen ich begeistert war, übersetzt, habe sie kopiert und verschickt an unsere Leute. So hat das angefangen. Dann haben die ‚Uralt-Trotzkisten‘, also Jakob Moneta, Rudi Segall, Willy Boepple gesagt: ‚Ja, das ist doch Inprekorr.‘“

Die Zeitung erschien unter der formalen Verantwortung des Vereinigten Sekretariats der Vierten Internationale, war jedoch kein reines Parteiorgan:

„Wir haben auch Artikel von befreundeten Organisationen oder von den Befreiungsbewegungen übernommen, zum Beispiel Erklärungen vom chilenischen MIR und Interviews über den Widerstand gegen Augusto Pinochet.“

Nachdem die deutsche Ausgabe eine Auflage von 500 erreicht hatte, erschienen auch Ausgaben in französischer, spanischer und englischer Sprache.
Inprekorr erscheint bis heute, derzeit alle zwei Monate. Die französische Ausgabe erscheint monatlich; die englische und spanische ebenso, aber nur noch als Web-Ausgaben.
Seit Januar 2017 gibt die trotzkistische Internationale sozialistische Organisation das Magazin „die internationale“ heraus. „Inprekorr“ erscheint seither als Teil dieser neuen Zeitschrift.